# Roberto Malenotti
Roberto Malenotti, né le 6 juin 1939 à Pise (Toscane) est un réalisateur, scénariste et producteur de cinéma et de télévision italien.

## Biographie
Il est le fils du producteur de films Maleno Malenotti, qui a été enlevé en 1976 et n'a jamais été libéré,. il a commencé à travailler dans le cinéma en 1960 en tant qu'assistant d'importants réalisateurs hollywoodiens qui réalisaient des productions italiennes. Il a travaillé pour Nicholas Ray, Richard Fleischer et Vincente Minnelli. En 1963, il tourne pour Folco Quilici dans la seconde équipe. Après un différend avec le producteur, Malenotti obtient les crédits pour son premier film en tant que réalisateur, le mondo Les esclaves existent toujours (it). En 1969, il enchaîne avec Les Deux Sœurs, d'après son propre scénario. Malenotti s'est ensuite tourné vers le film publicitaire et a surtout travaillé aux États-Unis, où il a également reçu le prix Clio.
En 1971, Malenotti a réalisé sur une colline italienne le célèbre spot publicitaire de Coca-Cola Hilltop avec l'accroche « I'd like to buy the world a Coke ».
De retour en Italie, il réalise quelques documentaires (comme La spirale della paura et Perché paura). Outre une activité de production occasionnelle, c'est sa troisième et dernière réalisation pour le cinéma, Cendrillon 80 — également écrite et produite sous un autre prénom — qui le fait connaître à l'international. Il ne réalisera ensuite que quelques téléfilms, dont le dernier en 2010 Romance à l'italienne (it)

## Filmographie

### Réalisateur
- 1964 : Les esclaves existent toujours (it) (Le schiave esistono ancora)
- 1969 : Les Deux Sœurs (Le sorelle)
- 1984 : Cendrillon 80 (Cenerentola '80)
- 1984 : Skipper — téléfilm
- 1987 : Ellepi — téléfilm
- 1991 : Libérez mon fils (it) (Liberate mio figlio) — téléfilm
- 2010 : Romance à l'italienne (it) (Colpo di fulmine) — téléfilm

### Scénariste
- 1964 : Les esclaves existent toujours (it) (Le schiave esistono ancora)
- 1984 : Cendrillon 80 (Cenerentola '80)
- 2010 : Romance à l'italienne (it) (Colpo di fulmine) — téléfilm

### Producteur
- 1984 : Cendrillon 80 (Cenerentola '80)

### Assistant réalisateur
- 1967 : Arabella de Mauro Bolognini
- 1970 : L'Histoire d'une femme (Storia di una donna) de Leonardo Bercovici